# Baie de Saleh
Pour les articles homonymes, voir Saleh.

La baie de Saleh (en indonésien : Teluk Saleh) est une baie séparant l'île de Sumbawa en deux parties, en Indonésie, située à peu près au centre de celle-ci et ouverte vers le nord. Elle est à demi fermée par l'île de Moyo et la péninsule de Sanggar sur laquelle se trouve le volcan Tambora. Les îles les plus grandes de la baie sont Liang, Ngali et Rakit. Trois des quatre kabupaten de Sumbawa bordent la baie. 